# Archingeay
Archingeay ist eine französische Gemeinde mit 764 Einwohnern (Stand: 1. Januar 2022) im Département Charente-Maritime in der Region Nouvelle-Aquitaine (vor 2016: Poitou-Charentes); sie gehört zum Arrondissement Saint-Jean-d’Angély und zum Kanton Saint-Jean-d’Angély. Die Einwohner werden Arcantois und Arcantoises genannt.

## Geographie
Archingeay liegt etwa 55 Kilometer südöstlich von La Rochelle in der Saintonge. Umgeben wird Archingeay von den Nachbargemeinden Tonnay-Boutonne im Norden, Les Nouillers im Osten, Saint-Savinien im Süden, Champdolent im Südwesten sowie Puy-du-Lac im Westen und Nordwesten.

## Bevölkerungsentwicklung
| Jahr                       | 1962 | 1968 | 1975 | 1982 | 1990 | 1999 | 2006 | 2019 |
| Einwohner                  | 603  | 536  | 504  | 527  | 539  | 519  | 597  | 670  |
| Quellen: Cassini und INSEE |      |      |      |      |      |      |      |      |

## Sehenswürdigkeiten
- Kirche Saint-Martin aus dem 12. Jahrhundert, seit 1928 als Monument historique eingeschrieben
- Museum Schätze von Lisette (Trésors de Lisette) mit Ausstellungsobjekten der Belle Époque
- Waschhaus
- Brotofen
- Eisenhaltige Quelle

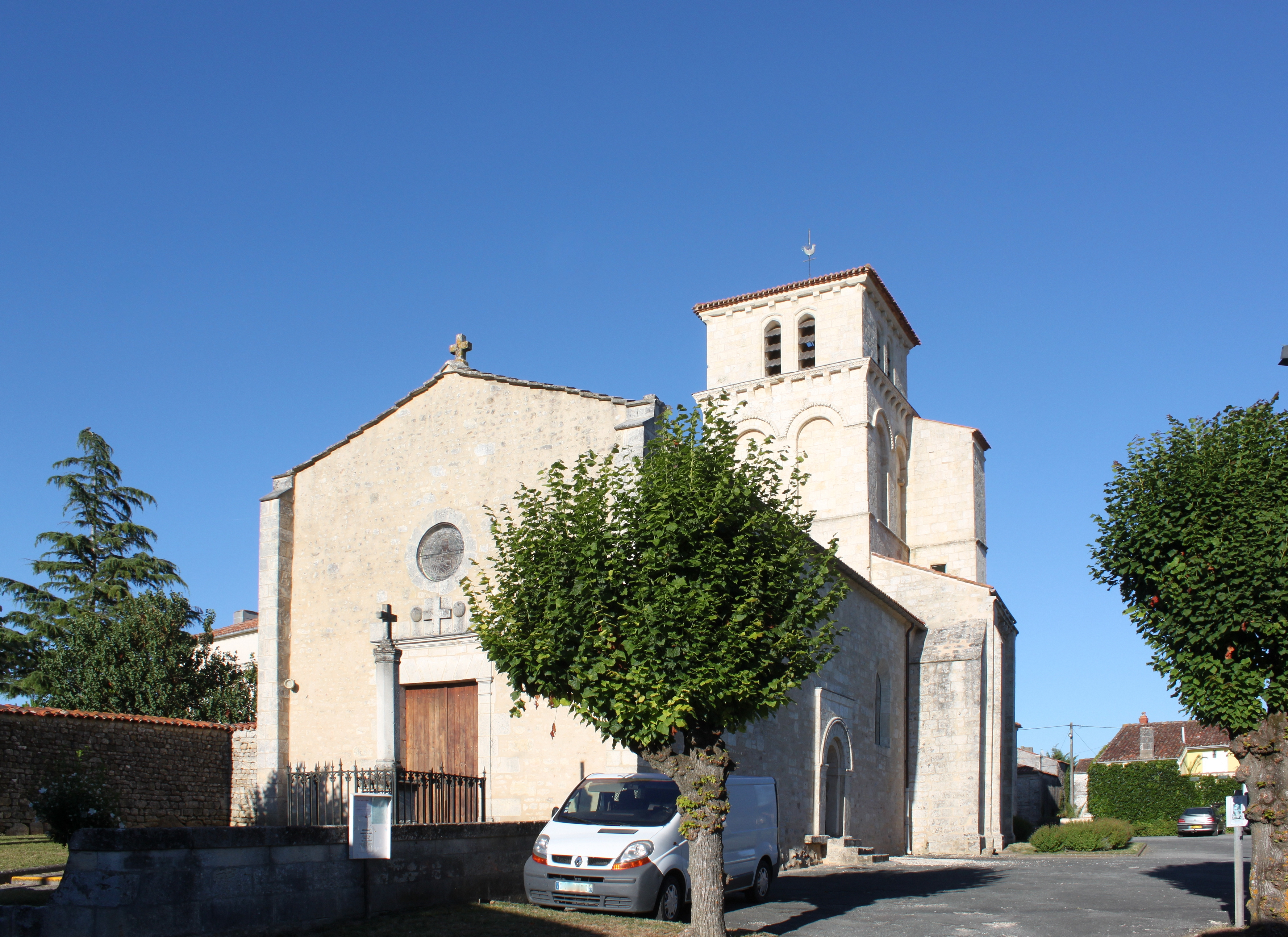
Kirche Saint-Martin
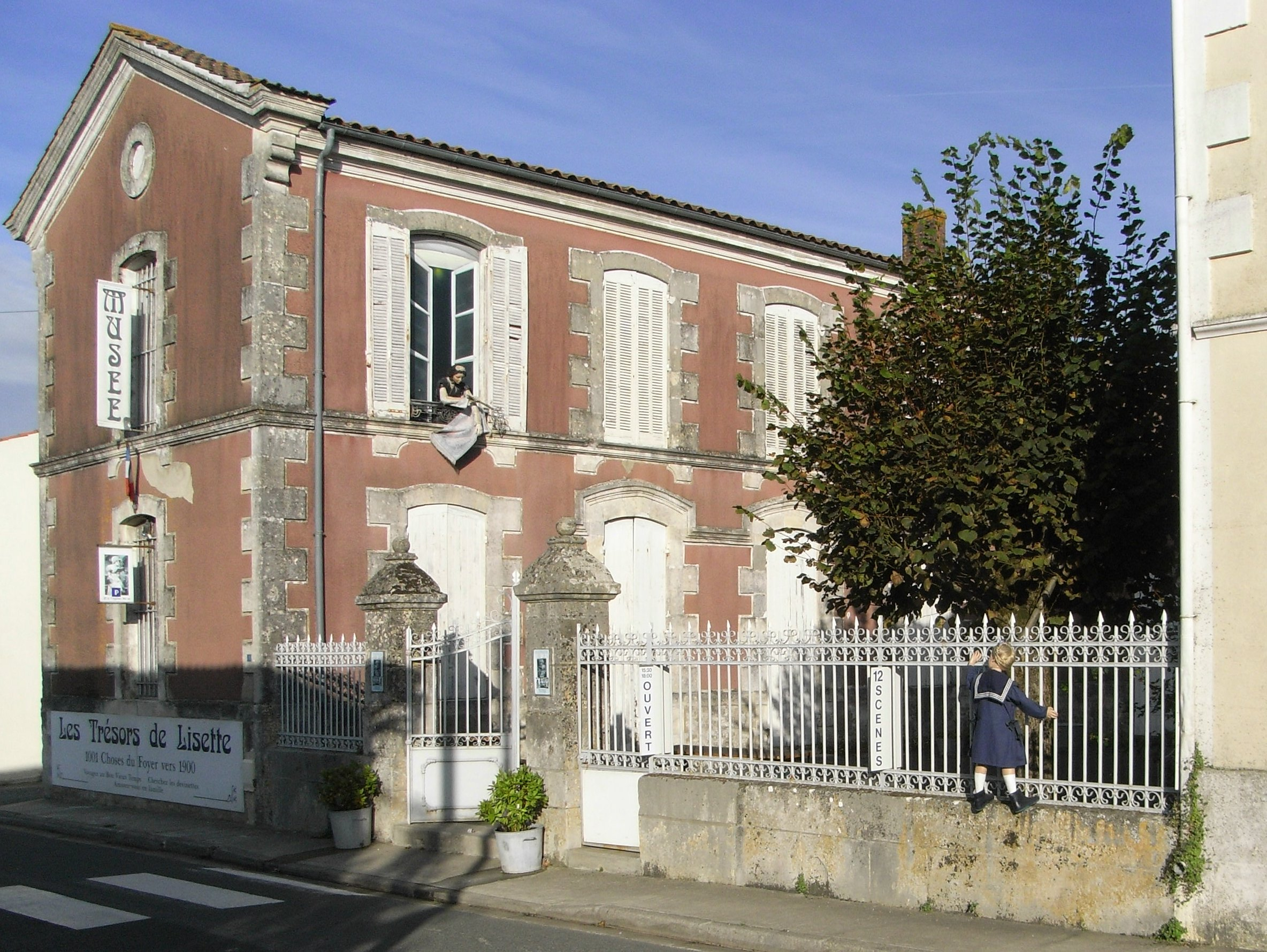
Museum Trésors de Lisette
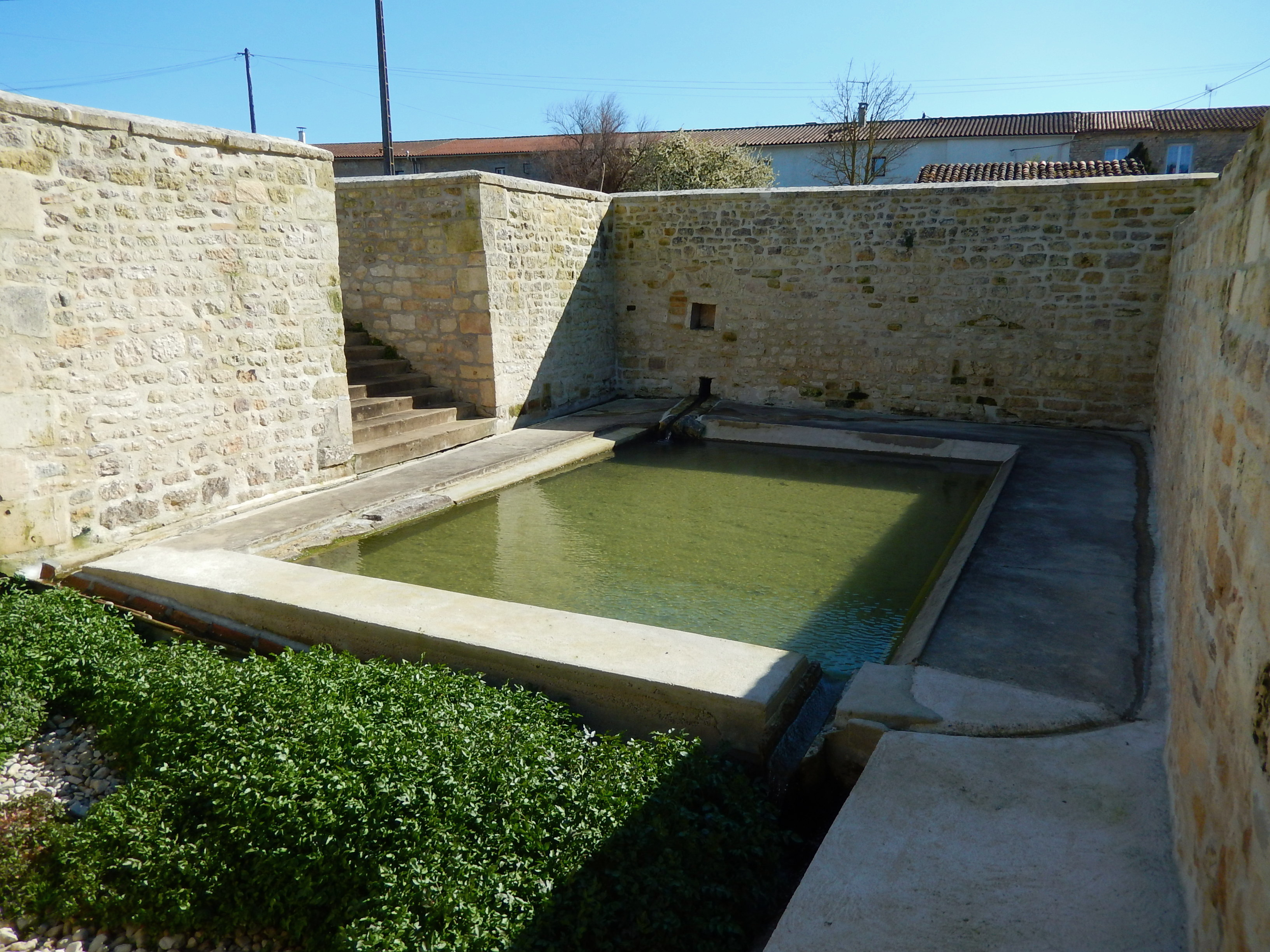
Waschhaus
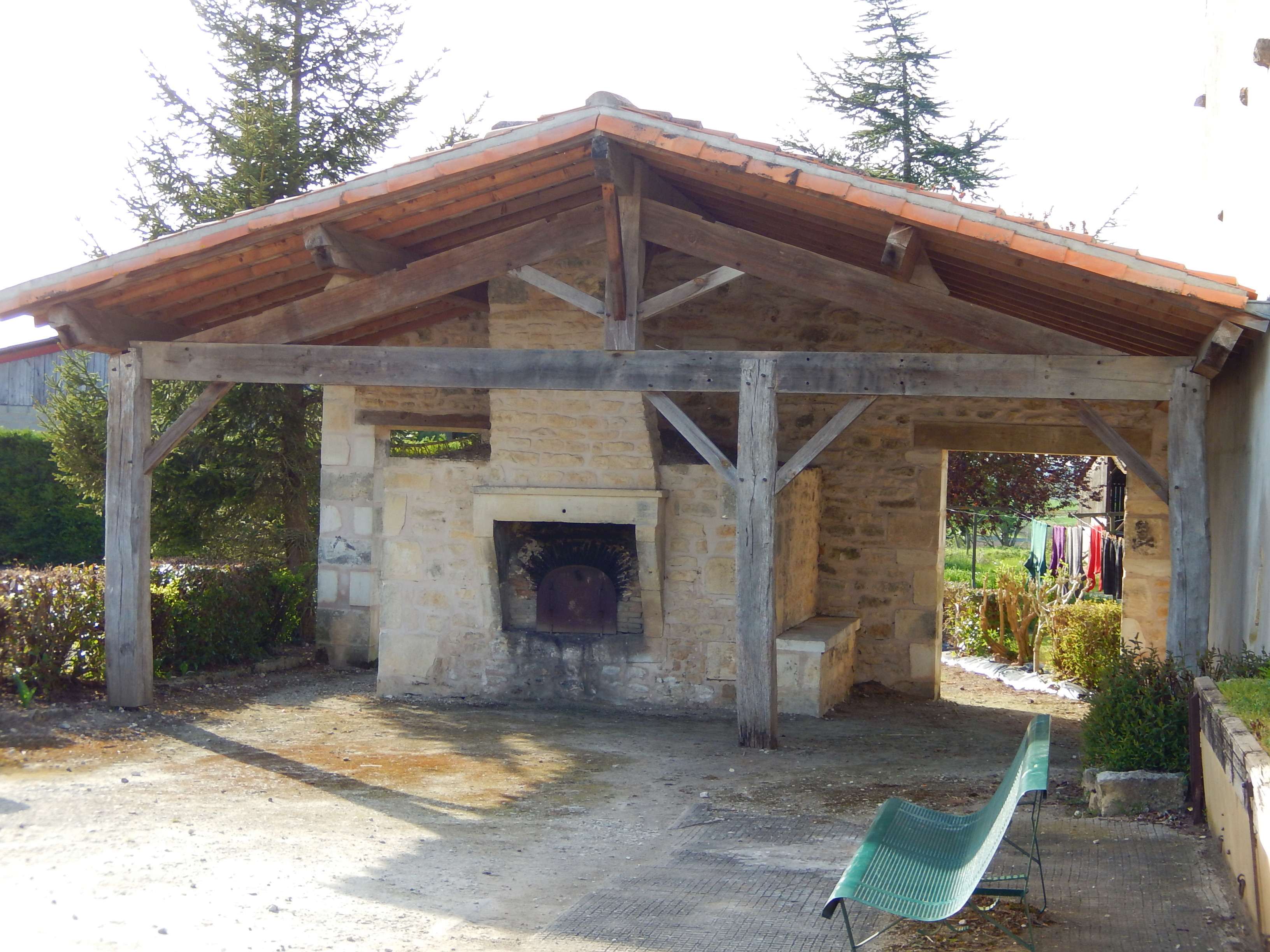
Brotofen